# Demetris Nichols
Demetris Tiaunt Nichols (Boston, 4 settembre 1984) è un ex cestista statunitense.

## Carriera
È stato selezionato dai Portland Trail Blazers al secondo giro del Draft NBA 2007 (53ª scelta assoluta).

## Palmarès

### Squadra
- Campionato greco: 1

Panathinaikos: 2016-17
- VTB United League: 2

CSKA Mosca: 2014-15, 2015-16
- Coppa di Grecia: 1

Panathinaikos: 2016-17
- Coppa di Croazia: 1

Cedevita Zagabria: 2018
- Eurolega: 1

CSKA Mosca: 2015-16
- Supercoppa di Lega Adriatica: 1

Cedevita Zagabria: 2017

### Individuale
- All-NBDL First Team (2013)